# Казамађоре
Казамађоре (итал. Casamaggiore) је насеље у Италији у округу Перуђа, региону Умбрија.
Према процени из 2011. у насељу је живело 75 становника. Насеље се налази на надморској висини од 344 м.